# Iglesia de San Basso (Koper)
La Iglesia de San Basso (en esloveno: cerkev svetega Basa) Es una iglesia católica situada en la Plaza de Muda (Trg Muda, Prešernov trg) en Koper, una ciudad portuaria en el sudoeste de Eslovenia. El edificio de finales del siglo XVI en un primer momento sirvió como hospital de San Nazario y fue bendecido como iglesia por el obispo Paolo Koper Naldini en 1706. Fue reconstruida de manera significativa en 1731. Cuenta con un interior barroco de una sola nave y un techo plano. El interior barroco incluye el altar mayor con imágenes de San Nazario y San Basso, una estatua de San Basso en la sacristía, y un crucifijo románico de alrededor de 1120, que algunos cristianos locales creen que tiene "poderes milagrosos" (llamado en italiano : Crocifisso miracoloso). Este está hecho de madera policromada y representa a un Cristo triunfante.